# وادي المغمس
المغمس : بضم الميم وفتح الغين المعجمة وتشديد الميم مع الفتح وآخره سين مهملة هو سفح منبسط شرق مكة المكرمة غرب المملكة العربية السعودية.

## الوصف
يحاذي مشعر عرفة من شمالها الشرقي، ويصل بينها وبين وادي حنين، يحده من الشمال جبل الصفاح وأسفل حنين ولبن الأسفل، ومن الجنوب عرفات، ومن الشرق جبل سعد وكبكب، ومن الغرب جبال الطارقي، والخطم، وجبل سلع. فقد قال عنه ياقوت الحموي: موضع قرب مكة في طريق الطائف مات فيه أبو رغال، وقبره يرجم، لأنه كان دليل صاحب الفيل فمات هناك. يقصد بصاحب الفيل أبرهة الأشرم قائد الأحباش.
وأهل المغمس كانوا وما زالوا من قريش، ولهم فيه قرى صغيرة وبعضهم بدو رحل، وهم بطون كثيرة، كلها تعود بأنسابها إلى قريش.
المغمس في الشعر العربي:
لعل أول أبيات وردت في المغمس هذه الأبيات لرجل من أياد هو أبو المنذر الإيَّادي وقيل ثعلبة بن غيلان الإيَّادي، عندما نفيت قبيلة إيَّاد من تهامة: (١)
تحن إلى أرض المُغَمَّس ناقتي ... ومن دونها ظهر الجَرِيب وراكسُ

## ذكره في المصادر الإسلامية
أصبح للوادي شهرة تاريخية بعد حادثة الفيل٬ عندما قدم أبرهة الأشرم الحبشي عام 571م على رأس جيش كبير لهدم الكعبة المشرفة٬ ولكن الله أرسل عليهم طيرًا أبابيل رمتهم بحجارة من سجيل ٬ كما في قوله تعالى: ﴿أَلَمْ تَرَ كَيْفَ فَعَلَ رَبُّكَ بِأَصْحَابِ الْفِيلِ ۝١ أَلَمْ يَجْعَلْ كَيْدَهُمْ فِي تَضْلِيلٍ ۝٢ وَأَرْسَلَ عَلَيْهِمْ طَيْرًا أَبَابِيلَ ۝٣ تَرْمِيهِمْ بِحِجَارَةٍ مِنْ سِجِّيلٍ ۝٤ فَجَعَلَهُمْ كَعَصْفٍ مَأْكُولٍ ۝٥﴾.
 كما ورد اسم المغمس في السنة النبوية من الحديث المرفوع: حدثنا محمد بن سهل بن عسكر، حدثنا ابن أبي مريم حدثنا نافع بن عمر، عن عمرو بن دينار، عن ابن عمر قال: «كان النبي صلى الله عليه وسلم يذهب لحاجته إلى المغمس، قال نافع: المغمس ميلين أو ثلاثة من مكة».